# Coupe de France (wielrennen)
De Coupe de France is een regelmatigheidsklassement dat sinds 1992 jaarlijks opgemaakt wordt over een reeks van eendaagse wielerwedstrijden in Frankrijk. Het gaat hierbij om wedstrijden uit de een-na-hoogste categorie, die dus bijvoorbeeld geen deel van de UCI World Tour uitmaken. Het klassement staat open voor alle Franse renners, of buitenlandse renners die voor een Franse ploeg uitkomen. Naast het algemene klassement worden er ook een ploegenklassement en een jongerenklassement bijgehouden. Overigens staan de losse wedstrijden in principe wel open voor alle renners. De wedstrijdkalender verandert per jaar.

## Wedstrijden

### 2025
Voor 2025 staan er achttien koersen op de kalender. Zoals sinds 2010 is de GP La Marseillaise de openingskoers, en de Ronde van de Vendée zoals sinds 2009 de afsluitende wedstrijd.
* in 2020 niet verreden vanwege de coronapandemie.

### Voormalige
* Klimmerstrofee: edities van 2010, 2011 niet verreden
** 2020: eenmalig toegevoegd op de aangepaste wielerkalender vanwege de coronapandemie.

## Lijst van winnaars
1992 · 1993 · 1994 · 1995 · 1996 · 1997 · 1998 · 1999 · 2000 · 2001 · 2002 · 2003 · 2004 · 2005 · 2006 · 2007 · 2008 · 2009 · 2010 · 2011 · 2012 · 2013 · 2014 · 2015 · 2016 · 2017 · 2018 · 2019 · 2020 · 2021 · 2022 · 2023 · 2024 · 2025